# Accès multiple par répartition temporelle
Le time division multiple access (TDMA) ou accès multiple par répartition temporelle en français, est une technique de contrôle d'accès au support permettant de transmettre plusieurs flux de trafic sur un seul canal ou une seule bande de fréquence. Il utilise une division temporelle de la bande passante, dont le principe est de répartir le temps disponible entre les différents utilisateurs. Par ce moyen, une fréquence (porteuse) ou une longueur d'onde peut être allouée, à tour de rôle (quasi simultanément), à plusieurs abonnés.
Cette technologie est par exemple utilisée dans la norme GSM, où chaque porteuse (canal physique) supporte 8 intervalles de temps (time slot) attribués à 8 communications simultanées et dans les réseaux FTTH GPON.
Dans le domaine militaire, la Liaison 16 est le principal moyen de communication utilisant cette technologie pour l'échange sécurisé de données.
TDMA désigne également une norme de téléphonie mobile basée sur cette technologie, également appelée IS-136 ou D-AMPS. Cette norme était utilisée par AT&T aux États-Unis.
Un inconvénient de cette technique est qu'il faut transmettre une synchronisation (horloge) qui soit la meilleure possible pour que chaque utilisateur puisse récupérer ses données reçues et émettre sans interférer avec les autres abonnés.